# Георги Костов (политик)
Вижте пояснителната страница за други личности с името Георги Костов.
Георги Костадинов Костов е български политик.

## Биография
Роден е през 1900 година в Чепеларе. Завършва Софийския университет. От 1933 година е член на ЦК на Работническата партия. Осъден е на 14 години затвор за революционна дейност, но успява да избяга от затвора. През 1935 година емигрира в СССР. Завръща се в България през 1944 година. Между 1945 и 1947 година е секретар на Градския, а после на Областния комитет на БКП в Пловдив. От 1948 година е член на ЦК на БКП. От 1949 до 1950 и от 1954 до 1956 година е завеждащ отдел „Селскостопански“ в ЦК на БКП. В периода 1952 – 1954 година е посланик на България в ГДР. Между 1957 и 1961 година е първи секретар на ГК на БКП в София.